# Tvoje tvář má známý hlas (5. řada)
Pátá řada zábavné televizní show Tvoje tvář má známý hlas měla premiéru 1. září 2018, finále proběhlo 17. listopadu 2018. Vítězkou se stala Michaela Badinková, která výhru 150 000 Kč věnovala Nadaci Dobré víly dětem.

## Formát
Každý ze soutěžících si v každém kole vylosuje jednu známou osobnost, kterou v následujícím týdnu napodobí. Slouží jim k tomu profesionální tým maskérů, tanečníků a odborníků na zpěv a herectví. Jejich úkolem je napodobit ji tak, aby zaujala porotu, která na konci večera rozdá body od 1 až po 8. Soutěžící, který má za večer nejvíce bodů, vyhraje a přiděluje 25 000 Kč libovolné charitativní společnosti. V případě remízy rozhoduje porota. O vítězi také rozhodují sami soutěžící, jelikož každý z nich má ještě pět speciálních bodů, které uděluje jednomu ze svých kolegů. Pokud se soutěžící dělí o poslední místo spolu s jiným soutěžícím, je na poslední místo vždy určen pouze jeden.
Body se průběžně sčítají až do konce jedenáctého kola – semifinále, kdy čtyři účinkující s nejvyššími počty bodů postoupí do finále. O celkovém vítězi rozhodne porota ve finálovém kole. Vítěz obdrží 150 000 Kč a předá je libovolné charitě.

## Obsazení

### Moderátor a porota
Moderátorem byl Ondřej Sokol. Členy poroty se stali Jakub Kohák, Janek Ledecký a Aleš Háma. Čtvrtým členem poroty byl vždy speciální host.
| Týden | Jméno           | Týden | Jméno                    |
| ----- | --------------- | ----- | ------------------------ |
| 1.    | Ester Ledecká   | 7.    | Lucie Borhyová           |
| 2.    | Dana Morávková  | 8.    | Jana Paulová             |
| 3.    | Jana Plodková   | 9.    | Jitka Čvančarová         |
| 4.    | Anna Geislerová | 10.   | Marika Šoposká           |
| 5.    | Iva Pazderková  | 11.   | Taťána Gregor Brzobohatá |
| 6.    | Tereza Maxová   | 12.   | Berenika Kohoutová       |

### Soutěžící
Tým soutěžících se skládal z osmi známých osobností:
- čtyři ženy (Eva Burešová, Jitka Schneiderová, Michaela Badinková a Tereza Mašková)
- čtyři muži (Vojtěch Drahokoupil, Patrik Děrgel, Jan Révai a Robert Jašków)

| Jméno osobnosti     | Profese  | Vyhrané týdny   | Prohrané týdny  | Výsledek |
| ------------------- | -------- | --------------- | --------------- | -------- |
| Michaela Badinková  | Herečka  | 6., 11., Finále | —               | Vítězka  |
| Eva Burešová        | Herečka  | 5.              | —               | 2. místo |
| Patrik Děrgel       | Herec    | 8.              | 3.              | 3. místo |
| Tereza Mašková      | Zpěvačka | 2., 10.         | 1., 5., 11.     | 4. místo |
| Jan Révai           | Herec    | 3., 9.          | —               | 5. místo |
| Vojtěch Drahokoupil | Zpěvák   | 1.              | 2.              | 6. místo |
| Robert Jašków       | Herec    | 7.              | 4., 6., 8., 10. | 7. místo |
| Jitka Schneiderová  | Herečka  | 4.              | 7., 9.          | 8. místo |

### Mentoři
Soutěžícím při přípravách vystoupení pomáhali mentoři:
| Herectví     | Aleš Háma                              |
| Zpěv         | Linda Finková                          |
| Choreografie | Yemi A.D. Angeé Svobodová Roman Vojtek |

## Přehled vítězů
| Kolo         | Soutěžící           | Vystupující jako     | Nadace                     |
| ------------ | ------------------- | -------------------- | -------------------------- |
| 1.           | Vojtěch Drahokoupil | Adele                | Nadace Terezy Maxové dětem |
| 2.           | Tereza Mašková      | Rihanna              | Nadace Jakuba Voráčka      |
| 3.           | Jan Révai           | Jason Derulo         | Nadace pěstounů Polárka    |
| 4.           | Jitka Schneiderová  | Keala Settle         | NADACE J&T                 |
| 5.           | Eva Burešová        | Jennifer Hudson      | Nadační fond ztracené děti |
| 6.           | Michaela Badinková  | Aretha Franklin      | Nadace Dobré víly dětem    |
| 7.           | Robert Jašków       | Jarmila Šuláková     | Nadace Helpínek            |
| 8.           | Patrik Děrgel       | Pietro Spagnoli      | Spolek Ichtyóza            |
| 9.           | Jan Révai           | Billie Joe Armstrong | Nadace pěstounů Polárka    |
| 10.          | Tereza Mašková      | Marika Gombitová     | Nadace Jakuba Voráčka      |
| 11.          | Michaela Badinková  | Édith Piaf           | Nadace Dobré víly dětem    |
| 12. (finále) | Michaela Badinková  | Christina Aguilera   | Nadace Dobré víly dětem    |

## Přehled vystoupení
| Soutěžící           | První týden              | Druhý týden                           | Třetí týden              | Čtvrtý týden                | Pátý týden         | Šestý týden          | Sedmý týden            | Osmý týden                | Devátý týden                   | Desátý týden               | Semifinále                   | Finále             |
| ------------------- | ------------------------ | ------------------------------------- | ------------------------ | --------------------------- | ------------------ | -------------------- | ---------------------- | ------------------------- | ------------------------------ | -------------------------- | ---------------------------- | ------------------ |
| Michaela Badinková  | Liza Minnelliová         | Nicole Scherzinger The Pussycat Dolls | Annie Lennox Eurythmics  | Rick Astley                 | Camila Cabello     | Aretha Franklin      | Fergie                 | Lou Bega                  | Hana Zagorová                  | Missy Elliott              | Édith Piaf                   | Christina Aguilera |
| Eva Burešová        | Madonna                  | Ben Cristovao                         | Renée Zellweger          | Bruce Dickinson Iron Maiden | Jennifer Hudson    | Iggy Azalea          | Michael Jackson        | Demi Lovato               | Christina Aguilera             | LP                         | Alan Duffy King África       | Beyoncé            |
| Patrik Děrgel       | James Brown              | Anthony Kiedis Red Hot Chili Peppers  | Marlene Dietrich         | Mick Jagger                 | Harry Styles       | Hana Hegerová        | Rag'n'Bone Man         | Pietro Spagnoli           | Bruno Mars                     | Nancy Sinatra              | Lenny Kravitz                | Cardi B            |
| Tereza Mašková      | 50 Cent                  | Rihanna                               | P!nk                     | Céline Dion                 | Alice Cooper       | Amy Winehouse        | Tina Turner            | Susan Boyle               | Justin Bieber                  | Marika Gombitová           | Paddy Kelly The Kelly Family | Karel Gott         |
| Jan Révai           | Robbie Williams          | Frank Sinatra                         | Jason Derulo             | Shirley Bassey              | Shaggy             | Jacek Koman          | Dan Bárta Sexy Dancers | Cher                      | Billie Joe Armstrong Green Day | Calton Coffie Inner Circle | Dan Reynolds Imagine Dragons | Sting              |
| Vojtěch Drahokoupil | Adele                    | James Blunt                           | Darryl McDaniels Run-DMC | Ciara                       | Morten Harket A-ha | Justin Timberlake    | Stromae                | Chris Barron Spin Doctors | Sia                            | Freddie Mercury Queen      | Katy Perry                   | Stevie Wonder      |
| Robert Jašków       | Till Lindemann Rammstein | Diana Ross                            | Arsenie Todiraș O-Zone   | Richard Müller              | Meryl Streepová    | Will Smith           | Jarmila Šuláková       | David Lee Roth Van Halen  | Chuck Berry                    | Bobby Farrell Boney M.     | Brian Johnson AC/DC          | Petr Hapka         |
| Jitka Schneiderová  | Lady Gaga                | Olivia Newton-Johnová                 | Jiří Korn                | Keala Settle                | Ella Fitzgeraldová | Mick Jones The Clash | Cyndi Lauper           | Jennifer Lopez            | Grace Jones                    | PikoTaro                   | Shania Twain                 | Hana Hegerová      |

Legenda
     soutěžící se umístil na prvním místě
     soutěžící se umístil na posledním místě
     soutěžící byl nehodnocen
     soutěžící byl vyřazen

### Souhrn bodů
| Souhrn bodů         | Souhrn bodů | Souhrn bodů | Souhrn bodů | Souhrn bodů | Souhrn bodů | Souhrn bodů | Souhrn bodů | Souhrn bodů | Souhrn bodů | Souhrn bodů | Souhrn bodů | Souhrn bodů | Souhrn bodů |
| Soutěžící           | 1.          | 2.          | 3.          | 4.          | 5.          | 6.          | 7.          | 8.          | 9.          | 10.         | 11.         | Body        | Umístění    |
| ------------------- | ----------- | ----------- | ----------- | ----------- | ----------- | ----------- | ----------- | ----------- | ----------- | ----------- | ----------- | ----------- | ----------- |
| Michaela Badinková  | 2. 34       | 6. 15       | 3. 21       | 6. 13       | 3. 28       | 1. 47       | 2. 36       | 4. 25       | 2. 30       | 3. 25       | 1. 60       | 334         | Vítězka     |
| Eva Burešová        | 4. 24       | 4. 27       | 2. 31       | 3. 28       | 1. 39       | 5. 16       | 3. 31       | 6. 19       | 5. 18       | 2. 33       | 6. 16       | 282         | 2. místo    |
| Patrik Děrgel       | 5. 24       | 2. 30       | 8. 12       | 5. 20       | 2. 33       | 2. 40       | 6. 15       | 1. 39       | 3. 25       | 6. 13       | 5. 17       | 268         | 3. místo    |
| Tereza Mašková      | 8. 9        | 1. 32       | 5. 19       | 2. 37       | 8. 7        | 4. 17       | 5. 20       | 2. 27       | 4. 25       | 1. 50       | 8. 14       | 257         | 4. místo    |
| Jan Révai           | 6. 18       | 7. 13       | 1. 51       | 7. 12       | 7. 9        | 3. 29       | 7. 9        | 7. 17       | 1. 44       | 7. 13       | 4. 19       | 234         | —           |
| Vojtěch Drahokoupil | 1. 37       | 8. 12       | 7. 14       | 4. 25       | 5. 26       | 7. 11       | 4. 30       | 5. 23       | 7. 14       | 4. 22       | 3. 19       | 233         | —           |
| Robert Jašków       | 3. 25       | 3. 30       | 6. 15       | 8. 10       | 4. 28       | 8. 9        | 1. 36       | 8. 8        | 6. 17       | 8. 8        | 2. 24       | 210         | —           |
| Jitka Schneiderová  | 7. 13       | 5. 25       | 4. 21       | 1. 39       | 6. 14       | 6. 15       | 8. 7        | 3. 26       | 8. 11       | 5. 20       | 7. 15       | 206         | —           |

## Jednotlivé týdny

### První týden
- Soutěžící z předchozích řad si připravili svá vystoupení: Jan Cina jako Madonna s písní „Hung Up“, Jitka Boho jako Marilyn Manson s písní „Sweet Dreams (Are Made Of This)“, Berenika Kohoutová jako Katy Perry s písní „Roar“, David Kraus jako Freddie Mercury s písní „I Want to Break Free“, Markéta Konvičková jako Pitbull s písní „I Know You Want Me“, Milan Peroutka jako Michael Jackson s písní „Black or White“ a Iva Pazderková jako Pharrell Williams s písní „Happy“.

| Poř. | Soutěžící           | Osobnost         | Píseň                            | Body (porotců a bonusové) | Body (porotců a bonusové) | Body (porotců a bonusové) | Body (porotců a bonusové) | Body (porotců a bonusové) | Celkem bodů | Finální pořadí | Speciální body |
| Poř. | Soutěžící           | Osobnost         | Píseň                            | Kohák                     | Ledecká                   | Háma                      | Ledecký                   | Bonus                     | Celkem bodů | Finální pořadí | Speciální body |
| ---- | ------------------- | ---------------- | -------------------------------- | ------------------------- | ------------------------- | ------------------------- | ------------------------- | ------------------------- | ----------- | -------------- | -------------- |
| 1    | Robert Jašków       | Till Lindemann   | „Feuer Frei!“                    | 1                         | 5                         | 7                         | 2                         | 10                        | 25          | 3.             | Michaela       |
| 2    | Eva Burešová        | Madonna          | „Don't Cry For Me Argentina“     | 4                         | 6                         | 6                         | 8                         | 0                         | 24          | 4.             | Robert         |
| 3    | Tereza Mašková      | 50 Cent          | „In Da Club“                     | 2                         | 1                         | 3                         | 3                         | 0                         | 9           | 8.             | Michaela       |
| 4    | Michaela Badinková  | Liza Minnelliová | „New York, New York“             | 7                         | 3                         | 8                         | 6                         | 10                        | 34          | 2.             | Robert         |
| 5    | Jan Révai           | Robbie Williams  | „Rock DJ„                        | 3                         | 8                         | 2                         | 5                         | 0                         | 18          | 6.             | Patrik         |
| 6    | Jitka Schneiderová  | Lady Gaga        | „Million Reasons“                | 6                         | 2                         | 4                         | 1                         | 0                         | 13          | 7.             | Vojtěch        |
| 7    | Patrik Děrgel       | James Brown      | „It's a Man's Man's Man's World„ | 5                         | 4                         | 1                         | 4                         | 10                        | 24          | 5.             | Vojtěch        |
| 8    | Vojtěch Drahokoupil | Adele            | „Rolling in the Deep“            | 8                         | 7                         | 5                         | 7                         | 10                        | 37          | Vítěz          | Patrik         |

### Druhý týden
- Společně s Jitkou Schneiderovou vystoupil Roman Vojtek jako John Travolta.

| Poř. | Soutěžící           | Osobnost              | Píseň                        | Body (porotců a bonusové) | Body (porotců a bonusové) | Body (porotců a bonusové) | Body (porotců a bonusové) | Body (porotců a bonusové) | Celkem bodů | Finální pořadí | Speciální body |
| Poř. | Soutěžící           | Osobnost              | Píseň                        | Kohák                     | Morávková                 | Ledecký                   | Háma                      | Bonus                     | Celkem bodů | Finální pořadí | Speciální body |
| ---- | ------------------- | --------------------- | ---------------------------- | ------------------------- | ------------------------- | ------------------------- | ------------------------- | ------------------------- | ----------- | -------------- | -------------- |
| 1    | Jitka Schneiderová  | Olivia Newton-Johnová | „You're the One That I Want“ | 3                         | 5                         | 5                         | 7                         | 5                         | 25          | 5.             | Michaela       |
| 2    | Vojtěch Drahokoupil | James Blunt           | „You’re Beautiful“           | 2                         | 6                         | 3                         | 1                         | 0                         | 12          | 8.             | Robert         |
| 3    | Tereza Mašková      | Rihanna               | „Diamonds“                   | 7                         | 8                         | 2                         | 5                         | 10                        | 32          | Vítězka        | Patrik         |
| 4    | Patrik Děrgel       | Anthony Kiedis        | „Can’t Stop“                 | 6                         | 7                         | 6                         | 6                         | 5                         | 30          | 2.             | Eva            |
| 5    | Michaela Badinková  | Nicole Scherzinger    | „Hush, Hush!“                | 4                         | 2                         | 1                         | 3                         | 5                         | 15          | 6.             | Jitka          |
| 6    | Jan Révai           | Frank Sinatra         | „Fly Me To The Moon“         | 1                         | 4                         | 4                         | 4                         | 0                         | 13          | 7.             | Tereza         |
| 7    | Robert Jašków       | Diana Ross            | „Upside Down“                | 8                         | 1                         | 8                         | 8                         | 5                         | 30          | 3.             | Eva            |
| 8    | Eva Burešová        | Ben Cristovao         | „Bomby“                      | 5                         | 3                         | 7                         | 2                         | 10                        | 27          | 4.             | Tereza         |

### Třetí týden
- Společně s Vojtou Drahokoupilem vystoupili Jan Kopečný jako Run-D.M.C. a David Kraus jako Steven Tyler.
- Společně s Robertem Jaškówem vystoupili Ondřej Sokol a Aleš Háma jako O-Zone.

| Poř. | Soutěžící           | Osobnost         | Píseň                    | Body (porotců a bonusové) | Body (porotců a bonusové) | Body (porotců a bonusové) | Body (porotců a bonusové) | Body (porotců a bonusové) | Celkem bodů | Finální pořadí | Speciální body |
| Poř. | Soutěžící           | Osobnost         | Píseň                    | Kohák                     | Plodková                  | Ledecký                   | Háma                      | Bonus                     | Celkem bodů | Finální pořadí | Speciální body |
| ---- | ------------------- | ---------------- | ------------------------ | ------------------------- | ------------------------- | ------------------------- | ------------------------- | ------------------------- | ----------- | -------------- | -------------- |
| 1    | Vojtěch Drahokoupil | Darryl McDaniels | „Walk This Way“          | 3                         | 2                         | 5                         | 4                         | 0                         | 14          | 7.             | Jan            |
| 2    | Michaela Badinková  | Annie Lennox     | „There Must Be An Angel“ | 5                         | 3                         | 1                         | 7                         | 5                         | 21          | 3.             | Eva            |
| 3    | Jan Révai           | Jason Derulo     | „If I'm Lucky“           | 7                         | 8                         | 8                         | 8                         | 20                        | 51          | Vítěz          | Michaela       |
| 4    | Jitka Schneiderová  | Jiří Korn        | „Žal Se Odkládá“         | 2                         | 5                         | 4                         | 5                         | 5                         | 21          | 4.             | Robert         |
| 5    | Robert Jašków       | Arsenie Todiraș  | „Dragostea Din Tei“      | 1                         | 4                         | 3                         | 2                         | 5                         | 15          | 6.             | Jan            |
| 6    | Eva Burešová        | Renée Zellweger  | „Roxie“                  | 8                         | 6                         | 6                         | 6                         | 5                         | 31          | 2.             | Jan            |
| 7    | Tereza Mašková      | P!nk             | „Sober“                  | 4                         | 7                         | 7                         | 1                         | 0                         | 19          | 5.             | Jitka          |
| 8    | Patrik Děrgel       | Marlene Dietrich | „Johnny“                 | 6                         | 1                         | 2                         | 3                         | 0                         | 12          | 8.             | Jan            |

### Čtvrtý týden
- S Patrikem Děrgelem vystoupil Jakub Kohák jako David Bowie.

| Poř. | Soutěžící           | Osobnost        | Píseň                     | Body (porotců a bonusové) | Body (porotců a bonusové) | Body (porotců a bonusové) | Body (porotců a bonusové) | Body (porotců a bonusové) | Celkem bodů | Finální pořadí | Speciální body |
| Poř. | Soutěžící           | Osobnost        | Píseň                     | Kohák                     | Geislerová                | Ledecký                   | Háma                      | Bonus                     | Celkem bodů | Finální pořadí | Speciální body |
| ---- | ------------------- | --------------- | ------------------------- | ------------------------- | ------------------------- | ------------------------- | ------------------------- | ------------------------- | ----------- | -------------- | -------------- |
| 1    | Eva Burešová        | Bruce Dickinson | „Run To The Hills“        | 7                         | 5                         | 7                         | 4                         | 5                         | 28          | 3.             | Patrik         |
| 2    | Tereza Mašková      | Céline Dion     | „I Surrender“             | 6                         | 6                         | 8                         | 7                         | 10                        | 37          | 2.             | Eva            |
| 3    | Vojtěch Drahokoupil | Ciara           | „Level Up“                | 5                         | 3                         | 6                         | 6                         | 5                         | 25          | 4.             | Jitka          |
| 4    | Jan Révai           | Shirley Bassey  | „Big Spender“             | 2                         | 7                         | 2                         | 1                         | 0                         | 12          | 7.             | Jitka          |
| 5    | Patrik Děrgel       | Mick Jagger     | „Dancing In The Street“   | 8                         | 1                         | 4                         | 2                         | 5                         | 20          | 5.             | Jitka          |
| 6    | Michaela Badinková  | Rick Astley     | „Never Gonna Give You Up“ | 1                         | 4                         | 3                         | 5                         | 0                         | 13          | 6.             | Vojtěch        |
| 7    | Robert Jašków       | Richard Müller  | „Nebude to ľahké“         | 4                         | 2                         | 1                         | 3                         | 0                         | 10          | 8.             | Tereza         |
| 8    | Jitka Schneiderová  | Keala Settle    | „This Is Me“              | 3                         | 8                         | 5                         | 8                         | 15                        | 39          | Vítězka        | Tereza         |

### Pátý týden
| Poř. | Soutěžící           | Osobnost           | Píseň                  | Body (porotců a bonusové) | Body (porotců a bonusové) | Body (porotců a bonusové) | Body (porotců a bonusové) | Body (porotců a bonusové) | Celkem bodů | Finální pořadí | Speciální body |
| Poř. | Soutěžící           | Osobnost           | Píseň                  | Kohák                     | Pazderková                | Ledecký                   | Háma                      | Bonus                     | Celkem bodů | Finální pořadí | Speciální body |
| ---- | ------------------- | ------------------ | ---------------------- | ------------------------- | ------------------------- | ------------------------- | ------------------------- | ------------------------- | ----------- | -------------- | -------------- |
| 1    | Tereza Mašková      | Alice Cooper       | „School's Out“         | 1                         | 2                         | 1                         | 3                         | 0                         | 7           | 8.             | Vojtěch        |
| 2    | Patrik Děrgel       | Harry Styles       | „Sign Of The Times“    | 7                         | 5                         | 6                         | 5                         | 10                        | 33          | 2.             | Eva            |
| 3    | Vojtěch Drahokoupil | Morten Harket      | „Take On Me“           | 3                         | 4                         | 5                         | 4                         | 10                        | 26          | 5.             | Patrik         |
| 4    | Eva Burešová        | Jennifer Hudson    | „One Night Only“       | 8                         | 6                         | 8                         | 7                         | 10                        | 39          | Vítězka        | Vojtěch        |
| 5    | Robert Jašków       | Meryl Streepová    | „Queen of the Night“   | 6                         | 7                         | 7                         | 8                         | 0                         | 28          | 4.             | Jitka          |
| 6    | Michaela Badinková  | Camila Cabello     | „Havana“               | 5                         | 8                         | 4                         | 6                         | 5                         | 28          | 3.             | Patrik         |
| 7    | Jan Révai           | Shaggy             | „Hey Sexy Lady“        | 2                         | 3                         | 3                         | 1                         | 0                         | 9           | 7.             | Eva            |
| 8    | Jitka Schneiderová  | Ella Fitzgeraldová | „The Boy From Ipanema“ | 4                         | 1                         | 2                         | 2                         | 5                         | 14          | 6.             | Michaela       |

### Šestý týden
- Společně s Evou Burešovou vystoupila Jitka Boho jako Rita Ora.
- Společně s Patrikem Děrgelem vystoupil Ondřej Ruml jako Waldemar Matuška.

| Poř. | Soutěžící           | Osobnost          | Píseň                          | Body (porotců a bonusové) | Body (porotců a bonusové) | Body (porotců a bonusové) | Body (porotců a bonusové) | Body (porotců a bonusové) | Celkem bodů | Finální pořadí | Speciální body |
| Poř. | Soutěžící           | Osobnost          | Píseň                          | Kohák                     | Maxová                    | Ledecký                   | Háma                      | Bonus                     | Celkem bodů | Finální pořadí | Speciální body |
| ---- | ------------------- | ----------------- | ------------------------------ | ------------------------- | ------------------------- | ------------------------- | ------------------------- | ------------------------- | ----------- | -------------- | -------------- |
| 1    | Vojtěch Drahokoupil | Justin Timberlake | „My Love“                      | 3                         | 5                         | 2                         | 1                         | 0                         | 11          | 7.             | Tereza         |
| 2    | Robert Jašków       | Will Smith        | „Gettin’ Jiggy With It“        | 1                         | 2                         | 1                         | 5                         | 0                         | 9           | 8.             | Michaela       |
| 3    | Jan Révai           | Jacek Koman       | „El Tango De Roxanne“          | 4                         | 7                         | 7                         | 6                         | 5                         | 29          | 3.             | Michaela       |
| 4    | Eva Burešová        | Iggy Azalea       | „Black Widow“                  | 7                         | 3                         | 3                         | 3                         | 0                         | 16          | 5.             | Patrik         |
| 5    | Michaela Badinková  | Aretha Franklin   | „Respect“                      | 8                         | 8                         | 8                         | 8                         | 15                        | 47          | Vítězka        | Jan            |
| 6    | Jitka Schneiderová  | Mick Jones        | „Should I Stay Or Should I Go“ | 2                         | 4                         | 5                         | 4                         | 0                         | 15          | 6.             | Patrik         |
| 7    | Tereza Mašková      | Amy Winehouse     | „Rehab“                        | 5                         | 1                         | 4                         | 2                         | 5                         | 17          | 4.             | Patrik         |
| 8    | Patrik Děrgel       | Hana Hegerová     | „Tak abyste to věděla”         | 6                         | 6                         | 6                         | 7                         | 15                        | 40          | 2.             | Michaela       |

### Sedmý týden
- Ondřej Sokol a Lucie Borhyová vystoupili jako Hana Zagorová a Karel Vágner s písní ”Hej mistře basů”.
- S Terezou Maškovou vystoupil Jan Kopečný jako Eros Ramazzotti.

| Poř. | Soutěžící           | Osobnost         | Píseň                    | Body (porotců a bonusové) | Body (porotců a bonusové) | Body (porotců a bonusové) | Body (porotců a bonusové) | Body (porotců a bonusové) | Celkem bodů | Finální pořadí | Speciální body |
| Poř. | Soutěžící           | Osobnost         | Píseň                    | Kohák                     | Borhyová                  | Ledecký                   | Háma                      | Bonus                     | Celkem bodů | Finální pořadí | Speciální body |
| ---- | ------------------- | ---------------- | ------------------------ | ------------------------- | ------------------------- | ------------------------- | ------------------------- | ------------------------- | ----------- | -------------- | -------------- |
| 1    | Patrik Děrgel       | Rag'n'Bone Man   | „Skin“                   | 4                         | 3                         | 1                         | 2                         | 5                         | 15          | 6.             | Robert         |
| 2    | Vojtěch Drahokoupil | Stromae          | Papautai                 | 5                         | 7                         | 8                         | 5                         | 5                         | 30          | 4.             | Eva            |
| 3    | Jan Révai           | Dan Bárta        | „Slim Jim“               | 1                         | 2                         | 3                         | 3                         | 0                         | 9           | 7.             | Michaela       |
| 4    | Jitka Schneiderová  | Cyndi Lauper     | „True Colors”            | 3                         | 1                         | 2                         | 1                         | 0                         | 7           | 8.             | Vojtěch        |
| 5    | Michaela Badinková  | Fergie           | „Be Italian”             | 8                         | 6                         | 6                         | 6                         | 10                        | 36          | 2.             | Tereza         |
| 6    | Tereza Mašková      | Tina Turner      | „Cosa Della Vita”        | 2                         | 5                         | 4                         | 4                         | 5                         | 20          | 5.             | Robert         |
| 7    | Eva Burešová        | Michael Jackson  | „Dirty Diana”            | 6                         | 8                         | 5                         | 7                         | 5                         | 31          | 3.             | Michaela       |
| 8    | Robert Jašków       | Jarmila Šuláková | „Na Vsetína tam je lúka” | 7                         | 4                         | 7                         | 8                         | 10                        | 36          | Vítěz          | Patrik         |

### Osmý týden
- Společně s Evou Burešovou vystoupil Milan Peroutka jako Luis Fonsi.

| Poř. | Soutěžící           | Osobnost        | Píseň               | Body (porotců a bonusové) | Body (porotců a bonusové) | Body (porotců a bonusové) | Body (porotců a bonusové) | Body (porotců a bonusové) | Celkem bodů | Finální pořadí | Speciální body |
| Poř. | Soutěžící           | Osobnost        | Píseň               | Kohák                     | Paulová                   | Ledecký                   | Háma                      | Bonus                     | Celkem bodů | Finální pořadí | Speciální body |
| ---- | ------------------- | --------------- | ------------------- | ------------------------- | ------------------------- | ------------------------- | ------------------------- | ------------------------- | ----------- | -------------- | -------------- |
| 1    | Jitka Schneiderová  | Jennifer Lopez  | „Papi“              | 3                         | 7                         | 3                         | 8                         | 5                         | 26          | 3.             | Tereza         |
| 2    | Robert Jašków       | David Lee Roth  | „Jump“              | 1                         | 1                         | 2                         | 4                         | 0                         | 8           | 8.             | Vojtěch        |
| 3    | Michaela Badinková  | Lou Bega        | „I Got A Girl“      | 2                         | 8                         | 8                         | 7                         | 0                         | 25          | 4.             | Patrik         |
| 4    | Jan Révai           | Cher            | „Dov'e L'Amore“     | 6                         | 2                         | 1                         | 3                         | 5                         | 17          | 7.             | Patrik         |
| 5    | Patrik Děrgel       | Pietro Spagnoli | „Largo Al Factotum“ | 5                         | 3                         | 5                         | 6                         | 20                        | 39          | Vítěz          | Jan            |
| 6    | Eva Burešová        | Demi Lovato     | „Échame La Culpa“   | 4                         | 6                         | 4                         | 5                         | 0                         | 19          | 6.             | Jitka          |
| 7    | Vojtěch Drahokoupil | Chris Barron    | „Two Princes“       | 7                         | 4                         | 6                         | 1                         | 5                         | 23          | 5.             | Patrik         |
| 8    | Tereza Mašková      | Susan Boyle     | „Perfect Day“       | 8                         | 5                         | 7                         | 2                         | 5                         | 27          | 2.             | Patrik         |

### Devátý týden
- S Michaelou Badinkovou vystoupili Jan Maxián a Berenika Kohoutová jako Petr Kotvald a Stanislav Hložek.

| Poř. | Soutěžící           | Osobnost             | Píseň                        | Body (porotců a bonusové) | Body (porotců a bonusové) | Body (porotců a bonusové) | Body (porotců a bonusové) | Body (porotců a bonusové) | Celkem bodů | Finální pořadí | Speciální body |
| Poř. | Soutěžící           | Osobnost             | Píseň                        | Kohák                     | Čvančarová                | Ledecký                   | Háma                      | Bonus                     | Celkem bodů | Finální pořadí | Speciální body |
| ---- | ------------------- | -------------------- | ---------------------------- | ------------------------- | ------------------------- | ------------------------- | ------------------------- | ------------------------- | ----------- | -------------- | -------------- |
| 1    | Jan Révai           | Billie Joe Armstrong | „American Idiot“             | 7                         | 7                         | 8                         | 7                         | 15                        | 44          | Vítěz          | Michaela       |
| 2    | Vojtěch Drahokoupil | Sia                  | „Cheap Thrills“              | 2                         | 1                         | 6                         | 5                         | 0                         | 14          | 7.             | Jan            |
| 3    | Eva Burešová        | Christina Aguilera   | „Fighter“                    | 5                         | 3                         | 1                         | 4                         | 5                         | 18          | 5.             | Tereza         |
| 4    | Robert Jašków       | Chuck Berry          | „You Never Can Tell“         | 1                         | 6                         | 3                         | 2                         | 5                         | 17          | 6.             | Jan            |
| 5    | Michaela Badinková  | Hana Zagorová        | „Spěchám“                    | 8                         | 4                         | 5                         | 8                         | 5                         | 30          | 2.             | Eva            |
| 6    | Tereza Mašková      | Justin Bieber        | „Sorry“                      | 6                         | 2                         | 4                         | 3                         | 10                        | 25          | 4.             | Jan            |
| 7    | Patrik Děrgel       | Bruno Mars           | „That's What I Like“         | 4                         | 8                         | 7                         | 6                         | 0                         | 25          | 3.             | Tereza         |
| 8    | Jitka Schneiderová  | Grace Jones          | „I've Seen That Face Before“ | 3                         | 5                         | 2                         | 1                         | 0                         | 11          | 8.             | Robert         |

### Desátý týden
| Poř. | Soutěžící           | Osobnost         | Píseň                              | Body (porotců a bonusové) | Body (porotců a bonusové) | Body (porotců a bonusové) | Body (porotců a bonusové) | Body (porotců a bonusové) | Celkem bodů | Finální pořadí | Speciální body |
| Poř. | Soutěžící           | Osobnost         | Píseň                              | Kohák                     | Šoposká                   | Ledecký                   | Háma                      | Bonus                     | Celkem bodů | Finální pořadí | Speciální body |
| ---- | ------------------- | ---------------- | ---------------------------------- | ------------------------- | ------------------------- | ------------------------- | ------------------------- | ------------------------- | ----------- | -------------- | -------------- |
| 1    | Michaela Badinková  | Missy Elliott    | „Work It“                          | 4                         | 5                         | 5                         | 6                         | 5                         | 25          | 3.             | Tereza         |
| 2    | Vojtěch Drahokoupil | Freddie Mercury  | „We Are The Champions“             | 5                         | 6                         | 4                         | 2                         | 5                         | 22          | 4.             | Tereza         |
| 3    | Jitka Schneiderová  | PikoTaro         | „PPAP (Pen Pineapple Apple Pen)“   | 3                         | 4                         | 3                         | 5                         | 5                         | 20          | 5.             | Eva            |
| 4    | Patrik Děrgel       | Nancy Sinatra    | „These Boots Are Made For Walkin'“ | 7                         | 1                         | 1                         | 4                         | 0                         | 13          | 6.             | Vojtěch        |
| 5    | Eva Burešová        | LP               | „Lost On You“                      | 6                         | 8                         | 6                         | 8                         | 5                         | 33          | 2.             | Tereza         |
| 6    | Jan Révai           | Calton Coffie    | „Sweet (A La La La La Long)“       | 2                         | 3                         | 7                         | 1                         | 0                         | 13          | 7.             | Tereza         |
| 7    | Robert Jašków       | Bobby Farrell    | „Rasputin“                         | 1                         | 2                         | 2                         | 3                         | 0                         | 8           | 8.             | Michaela       |
| 8    | Tereza Mašková      | Marika Gombitová | „Koloseum“                         | 8                         | 7                         | 8                         | 7                         | 20                        | 50          | Vítězka        | Jitka          |

### Jedenáctý týden (semifinále)
- Ondřej Ruml, Jan Kopečný, Anna Slováčková a Markéta Konvičková vystoupili jako One Direction s písní „One Way Or Another“.
- S Terezou Maškovou vystoupil Roman Vojtek jako Kelly Family.
- S Robert Jašków Robertem Jaškówem vystoupil i Aleš Háma.

| Poř. | Soutěžící           | Osobnost      | Píseň                         | Body (porotců a bonusové) | Body (porotců a bonusové) | Body (porotců a bonusové) | Body (porotců a bonusové) | Body (porotců a bonusové) | Celkem bodů | Finální pořadí | Speciální body |
| Poř. | Soutěžící           | Osobnost      | Píseň                         | Kohák                     | Gregor                    | Ledecký                   | Háma                      | Bonus                     | Celkem bodů | Finální pořadí | Speciální body |
| ---- | ------------------- | ------------- | ----------------------------- | ------------------------- | ------------------------- | ------------------------- | ------------------------- | ------------------------- | ----------- | -------------- | -------------- |
| 1    | Robert Jašków       | Brian Johnson | „Thunderstruck“               | 8                         | 1                         | 8                         | 7                         | 0                         | 24          | 2.             | Michaela       |
| 2    | Vojtěch Drahokoupil | Katy Perry    | „Last Friday Night (T.G.I.F)“ | 3                         | 2                         | 6                         | 3                         | 5                         | 19          | 3.             | Michaela       |
| 3    | Jan Révai           | Dan Reynolds  | „Thunder“                     | 5                         | 4                         | 3                         | 2                         | 5                         | 19          | 4.             | Michaela       |
| 4    | Jitka Schneiderová  | Shania Twain  | „That Don't Impress Me Much“  | 4                         | 3                         | 4                         | 4                         | 0                         | 15          | 7.             | Michaela       |
| 5    | Eva Burešová        | Alan Duffy    | „Bomba“                       | 6                         | 7                         | 2                         | 1                         | 0                         | 16          | 6.             | Jan            |
| 6    | Tereza Mašková      | Paddy Kelly   | „An Angel“                    | 2                         | 6                         | 1                         | 5                         | 0                         | 14          | 8.             | Michaela       |
| 7    | Patrik Děrgel       | Lenny Kravitz | „American Woman“              | 1                         | 5                         | 5                         | 6                         | 0                         | 17          | 5.             | Michaela       |
| 8    | Michaela Badinková  | Édith Piaf    | „Padam... Padam“              | 7                         | 8                         | 7                         | 8                         | 30                        | 60          | Vítězka        | Vojtěch        |

### Dvanáctý týden (finále)
- Jakub Kohák, Janek Ledecký, Aleš Háma, Jitka Boho, Berenika Kohoutová a Iva Pazderková vystoupili jako herci z Mamma Mia s písní „Waterloo“.
- S Michaelou Badinkovou vystoupil David Kraus jako Ian Axel.

| Poř. | Soutěžící           | Osobnost           | Píseň                   | Finální pořadí |
| ---- | ------------------- | ------------------ | ----------------------- | -------------- |
| 1    | Jitka Schneiderová  | Hana Hegerová      | „Levandulová“           | 8.             |
| 1    | Robert Jašków       | Petr Hapka         | „Levandulová“           | 7.             |
| 2    | Patrik Děrgel       | Cardi B            | „I Like It“             | 3.             |
| 3    | Tereza Mašková      | Karel Gott         | „Čas Růží“              | 4.             |
| 4    | Jan Révai           | Sting              | „Fragile“               | 5.             |
| 4    | Vojtěch Drahokoupil | Stevie Wonder      | „Fragile“               | 6.             |
| 5    | Eva Burešová        | Beyoncé            | „Run The World (Girls)“ | 2.             |
| 6    | Michaela Badinková  | Christina Aguilera | „Say Something“         | Vítězka        |

## Sledovanost
| Pořadí | Epizoda                 | Datum premiéry     | Sledovanost Česko | Sledovanost Česko | Sledovanost Česko | Sledovanost Česko | Sledovanost Česko |
| Pořadí | Epizoda                 | Datum premiéry     | 15+               | Share             | Share             | Share             | Ref.              |
| Pořadí | Epizoda                 | Datum premiéry     | 15+               | 15+               | 15–54             | 15–69             | Ref.              |
| ------ | ----------------------- | ------------------ | ----------------- | ----------------- | ----------------- | ----------------- | ----------------- |
| 1      | První týden             | 1. září 2018       | 947 000           | 32 %              | 39 %              | 35 %              | [ 3 ]             |
| 2      | Druhý týden             | 8. září 2018       | 841 000           | 27 %              | 32 %              | 29 %              | [ 4 ]             |
| 3      | Třetí týden             | 15. září 2018      | 925 000           | 31 %              | 37 %              | 33 %              | [ 5 ]             |
| 4      | Čtvrtý týden            | 22. září 2018      | 919 000           | 29 %              | 34 %              | 31 %              | [ 6 ]             |
| 5      | Pátý týden              | 29. září 2018      | 918 000           | 29 %              | 34 %              | 31 %              | [ 7 ]             |
| 6      | Šestý týden             | 6. října 2018      | 904 000           | 27 %              | 31 %              | 29 %              | [ 8 ]             |
| 7      | Sedmý týden             | 13. října 2018     | 830 000           | 23 %              | 28 %              | 25 %              | [ 9 ]             |
| 8      | Osmý týden              | 20. října 2018     | 752 000           | 22 %              | 26 %              | 24 %              | [ 10 ]            |
| 9      | Devátý týden            | 27. října 2018     | 782 000           | 22 %              | 25 %              | 24 %              | [ 11 ]            |
| 10     | Desátý týden            | 3. listopadu 2018  | 780 000           | 22 %              | 25 %              | 24 %              | [ 12 ]            |
| 11     | Jedenáctý týden         | 10. listopadu 2018 | 801 000           | 23 %              | 29 %              | 25 %              | [ 13 ]            |
| 12     | Dvanáctý týden (finále) | 17. listopadu 2018 | 831 000           | 23 %              | 27 %              | 25 %              | [ 14 ]            |
| Průměr | Průměr                  | Průměr             | 889 000           | 26 %              | 31 %              | 28 %              | [ 15 ]            |
| 13     | Silvestrovský sestřih   | 31. prosince 2018  | 509 000           | 13 %              | 19 %              | 16 %              | [ 16 ]            |

### Silvestrovský sestřih
Dne 31. prosince 2018 byl pro diváky připraven silvestrovský sestřih pořadu s podtitulem Silvestr z karavanu. Moderátor Ondřej Sokol a Aleš Háma provedli diváky ve svém karavanu tím nejlepším z páté řady soutěže a ukázali svou silvestrovskou oslavu. Vystoupil Patrik Děrgel jako Rag'n'Bone Man, Tereza Mašková jako Rihanna, Robert Jašków jako Arsenie Todiraș, Jitka Schneiderová jako Olivia Newton-Johnová, Jan Révai jako Jason Derulo, Michaela Badinková jako Aretha Franklin, Eva Burešová jako LP nebo Jakub Kohák, Janek Ledecký, Aleš Háma, Jitka Boho, Berenika Kohoutová a Iva Pazderková jako herci z Mamma Mia a další. Sestřih probíhal v pondělí od 20.35 do 0.00.